# 足立慎吾
足立慎吾（7月5日—）是日本動畫師，出身自大阪府，大阪藝術大學影像學系畢業，畢業後在大學學長石原滿的邀請下加入當時新成立的動畫公司XEBEC，再轉為自由身，然後入職A-1 Pictures。在1996年《機動戰艦》裏初次擔任動畫師，也曾在《爆走兄弟》擔任動畫師。在2002年《洛克人EXE》初次擔任作畫監督。在2006年《洛克人EXE BEAST+》初次擔任人物設定師。曾擔任《WORKING!!》、《刀劍神域》系列、《伽俐略少女》等作品的總作畫監督和人物設定師。2022年電視動畫《Lycoris Recoil 莉可麗絲》是他首部執導作品。

## 外部連結
- 足立慎吾的X（前Twitter）